# 艾達卜
艾達卜（阿拉伯语：‎，罗马化：Adab）是指既定的伊斯蘭禮儀：「有教養、舉止優雅、有公德、彬彬有禮、端莊得體、慈悲為懷」。艾達卜的適用範圍及細節因應文化的不同而有不同的解讀，常見的解讀是通過遵從既定的行為準則以示對個人身份的尊重。遵守禮儀就是展示「適合自身身份的社會地位、行為及格調」。
伊斯蘭教對於日常生活的各個方面都自有一套禮法及道德標準。穆斯林認為艾達卜就是舉止優雅、謙恭有禮、尊重他人，在特定情況下遵從適合的禮數，例如進出衛生間、坐姿、沐浴等。根據布哈里聖訓，先知穆罕默德言談溫文，沒有過份的舉止和不良的舉措。穆罕默德曾經說道：「你們當中行為及品格最好的人就是最優秀的人。」

## 禮儀習慣
穆斯林普遍都會被引導在日常生活裡遵守特定的習俗，這些習俗大多都可以追溯到前伊斯蘭時期阿拉伯的亞伯拉罕傳統。穆罕默德對於這些習慣予以鼓勵和默許，於是被烏瑪（穆斯林社群）視為聖行（穆罕默德的言行）。這些習俗包括：
- 在飲食之前說「畢斯米拉」（奉真主之名）[4]。
- 用右手飲食[5]。
- 遇人就說「安塞倆目阿萊依庫姆」（祝你平安），聽到別人這樣說就回以「瓦阿萊依庫穆斯安塞倆目」（平安也與你同在）[6]。
- 打噴嚏的時候說「阿哈姆杜里拉」（感謝真主），別人則回以「亞爾哈穆卡拉」（願真主憐憫於你）[7]。
- 在新生嬰兒的右耳旁邊說「艾贊」（喚拜）、左耳旁邊說「以嘎麥」（第二次喚拜）[8]。
- 衛生方面包括：
  - 修剪鬍子
  - 修剪指甲
  - 割包皮[9]
  - 清潔鼻孔、口腔及牙齒
  - 大小便後清潔身體
- 在月經週期及產後戒絕性行為[10][11]，在月經週期及詹奈貝（射精或性交）後進行淨禮[12]。
- 喪葬禮儀包括喪葬禮拜、用殮布包裹屍身及下葬[13]。

## 與禮儀相關的經訓

### 古蘭經
難道你不知道真主有過這樣一個比喻嗎？一句良言，好比一棵優良的樹，其根柢是深固的，其枝條高聳入雲……一句惡言，恰似一棵惡劣的樹，從大地上被連根拔去，絕沒有一點安定。——《古蘭經》14：24－25
你應當以德報怨，我知道他們所描述的。——《古蘭經》 23：96
當他們聽到惡言的時候，立即退避，他們說：「我們有我們的行為，你們有你們的行為，祝你們平安！我們不求愚人的友誼。」——《古蘭經》28：55
敬畏的人，在康樂時施捨，在艱難時也拖捨，且能抑怒，又能恕人。真主是喜愛行善者的。——《古蘭經》3：134
有人以祝詞祝賀你們的時候，你們當以更好的祝詞祝賀他，或以同樣的祝詞回答他。真主確是監察萬物。——《古蘭經》4：86

### 聖訓
艾布·阿慕爾·篩巴尼傳述：他手指着阿卜杜拉的院子說：這個院子的主人告訴我們說：我曾問安拉的使者：「最受安拉喜歡的工作是甚麼？」使者回答說：「按時禮拜。」我又問道：「然後呢？」使者說：「善待父母。」我又問道：「然後呢？」使者道：「為主道而奮鬥！」阿卜杜拉說：「使者就告訴了我這些，假如我繼續追問的話，他肯定還會告訴我很多。」——《布哈里聖訓》

### 引用
引用在线资料
1. ↑  . Quran Explorer.   [23 April 2015]. （原始内容存档于2012年10月12日）.
2. ↑  康有璽. .   [24 April 2015]. （原始内容存档于2015-05-03） （中文（简体））.

引用其他出版物
1. ↑  Firmage & Weiss（1990年），第202-203页
2. ↑  Ensel（1999年），第180页
3. ↑  Khalid（1998年），第21页
4. ↑  Epstein（2008年），第339页
5. ↑  ʻArfaj（2002年），第307页
6. ↑  Kazi，Qazi & Aḥmad（1999年），第69页
7. ↑  Bukhārī & Khan（1971年），Volume 8, Book 73, Number 243
8. ↑  Campo（2009年），第106页
9. ↑  El-Naggar（2006年），第42页
10. ↑  Younos（2011年），第141页
11. ↑  D'Avanzo（2008年），Birth Rate
12. ↑  Hathout（1988年），第49、104页
13. ↑  Adams（2010年），第96页
14. ↑  馬堅（1981年），第194页
15. ↑  馬堅（1981年），第264页
16. ↑  馬堅（1981年），第299页
17. ↑  馬堅（1981年），第48页
18. ↑  馬堅（1981年），第66页